# Methodisme

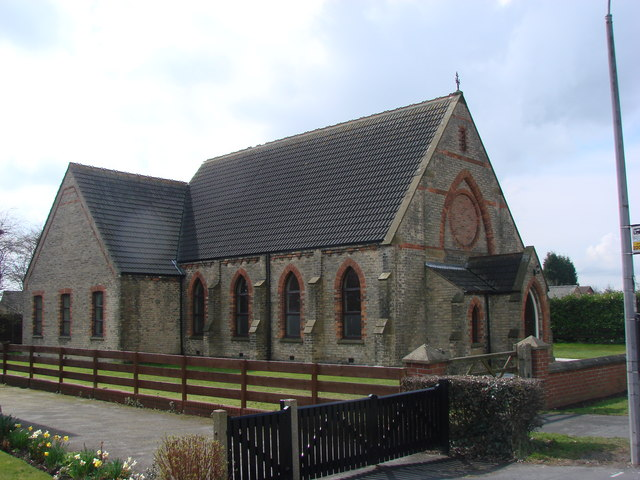
Methodistenkerk te Gilberdyke, Yorkshire

Het methodisme is een stroming in het protestantisme met een wereldwijde aanhang van 25 miljoen leden (2004), overwegend in de Angelsaksische wereld.
Het methodisme vindt zijn oorsprong in de 18e-eeuwse opwekkingsbeweging met piëtistische trekken in de Anglicaanse Kerk. Het begon in 1738 met het Bijbelstudiegroepje van John en Charles Wesley en George Whitefield. Na in het Verenigd Koninkrijk met succes diverse opwekkingsbijeenkomsten te hebben georganiseerd verspreidden de methodisten zich onder aanvoering van Thomas Coke in de Verenigde Staten. In de loop der jaren deden zich diverse splitsingen voor die zich echter rond 1930 weer aaneengesloten hebben in de Methodistische kerk. Belangrijke kenmerken zijn:
- enkel de Bijbel erkend als geloofsnorm, met aanvaarding van de apostolische geloofsbelijdenis;
- veel nadruk op de persoonlijke beleving en het streven naar morele en geestelijke volmaaktheid;
- sociale bewogenheid (men streefde indertijd naar de afschaffing van de slavernij).

Een stroming die is voortgekomen uit het methodisme is de Heiligingsbeweging. Dit zijn onder andere het Leger des Heils en de Kerk van de Nazarener.

## Theologie
De meeste methodisten identificeren zich met het Arminiaanse concept van vrije wil, door Gods voorzienende genade, en zijn tegen het theologisch concept van absolute voorbestemming. Dit is het belangrijkste onderscheid tussen het methodisme en de calvinistische traditie in de gereformeerde kerken. Toch zijn er in gebieden met een sterke gereformeerde kerk calvinistische methodisten te vinden, bijvoorbeeld de Presbyterian Church of Wales.
John Wesley had een grote invloed op de methodistische theologie. Hij wordt nog volop bestudeerd door theologen en predikanten. Veel van de doctrines werden ook uitgewerkt in de liederen van zijn broer Charles Wesley. Aangezien het gemeenschappelijk zingen van liederen een belangrijk onderdeel was van de vroege evangelicale beweging schoot veel van de Wesleyaanse theologie op deze manier wortel.
Het methodisme gelooft in de traditioneel christelijke uitleg van de Drie-eenheid: Vader, Zoon en Heilige Geest. Verder staat zij voor de orthodoxe uitleg wat betreft de menselijke en goddelijke natuur van Jezus. De methodisten kunnen zich vinden in het Apostolische geloofsbelijdenis en de Geloofsbelijdenis van Nicea-Constantinopel. Qua sacramenten sluit het methodisme aan bij de historische interpretaties en liturgie van de Anglicaanse Kerk. Dat is voor een deel te verklaren omdat de broers Wesley beiden priester waren in de Church of England. Zij erkenden de doop en het Heilig Avondmaal als de twee sacramenten die door Christus zelf zijn ingesteld.
De traditie geldt als belangrijke gezagsbron binnen het methodisme. John Wesley zelf reflecteerde veel op de Bijbel aan de hand van de geschriften van de Kerkvaders. De traditie staat qua gezag niet gelijk aan de Bijbel, maar kan wel dienen als methode hoe de Bijbel geïnterpreteerd moet worden.

## Aanbidding en liturgie
Binnen de Verenigde Staten kent het methodisme een grote variatie in de stijlen van aanbidding, variërend van hoogkerkelijke tot laagkerkelijke gebruiken in de liturgie:
- Toen de methodisten in de Verenigde Staten als gevolg van de Amerikaanse Revolutie los kwamen te staan van de Church of England was het John Wesley die het initiatief nam tot een gereviseerde versie van het Book of Common Prayer genaamd de Sunday Service of Methodists in North America. De boeken die tegenwoordig het meest worden gebruikt zijn The United Methodist Hymnal en The United Methodist Book of Worship. Deze gaan terug op het boek van Wesley.
- De Britse methodisten zijn doorgaans minder liturgisch in hun diensten, maar maken meestal gebruik van de gebedsboeken tijdens belangrijke vieringen, bijvoorbeeld een bruiloft.
- Uniek voor de Amerikaanse methodisten is het seizoen Kingdomtide. Dit seizoen beslaat de 13 weken voor Advent. Tijdens Kingdomtide ligt in de liturgie de nadruk op liefdadigheidswerk en het lijden van de armen.
- Een tweede onderscheid in de liturgie is het houden van een Verbondsdienst (Engels: Covenant service). De verschillende nationale kerken variëren de praktijk, maar alle zijn de oproep van John Wesley getrouw om jaarlijks het verbond met God te vernieuwen. Gewoonlijk wordt Wesleys Covenant Prayer gebeden.

## Verdeeldheid
In de 21e eeuw ontstond een diepe verdeeldheid over de acceptatie van homoseksualiteit. De Afrikaanse en Aziatische kerken weigerden zich hierbij neer te leggen, terwijl de Amerikaanse kerken intern verdeeld waren. Het conservatieve standpunt heeft wereldwijd een meerderheid, maar de liberale kerken in het westen leggen zich daar niet bij neer.

## Bekende methodisten
- Alben Barkley (1877-1956), 35e vicepresident van de Verenigde Staten 1949-1953
- William Booth (1829-1912), stichter en eerste generaal van het Leger des Heils
- George W. Bush (1946), 43e president van de Verenigde Staten 2001-2009
- Dick Cheney (1941), 46e vicepresident van de Verenigde Staten 2001-2009
- Hillary Rodham Clinton (1947), 67e minister van buitenlandse zaken van de Verenigde Staten 2009-2013, senator 2001-2009, first lady 1993-2001
- Charles Curtis (1860-1936), 31e vicepresident van de Verenigde Staten 1929-1933
- John Nance Garner (1868-1967), 32e vicepresident van de Verenigde Staten 1933-1941
- Ulysses S. Grant (1822-1885), leider van het leger van de Unie tijdens de Amerikaanse Burgeroorlog, 18e president van de Verenigde Staten 1869-1877
- Black Harry (18e eeuw), predikant op Sint Eustatius
- Rutherford Hayes (1822-1893), 19e president van de Verenigde Staten 1877-1881.
- Hubert Humphrey (1911-1978), 38e vicepresident van de Verenigde Staten 1965-1969
- Beyoncé Knowles (1981), zangeres
- Barry Lynn (1948), Amerikaans predikant en activist
- Nelson Mandela (1918-2013), 1e zwarte president van Zuid-Afrika 1994-1999
- William McKinley (1843-1901), 25e president van de Verenigde Staten 1897-1901
- Pauley Perrette (1969), Amerikaanse actrice
- Margaret Thatcher (1925-2013), premier van het Verenigd Koninkrijk 1979-1990
- John Wesley (1703-1791), predikant en evangelist
- George Whitefield (1714-1770), predikant en evangelist